# Плезънтс (окръг, Западна Вирджиния)
Окръг Плезънтс (на английски: Pleasants County) е окръг в щата Западна Вирджиния, Съединени американски щати. Площта му е 350 km², а населението – 7595 души (2012). Административен център е град Сейнт Мерис.